# Crematogaster dentinodis
Crematogaster dentinodis är en myrart som beskrevs av Auguste-Henri Forel 1901. Crematogaster dentinodis ingår i släktet Crematogaster och familjen myror. Inga underarter finns listade i Catalogue of Life.

## Bildgalleri

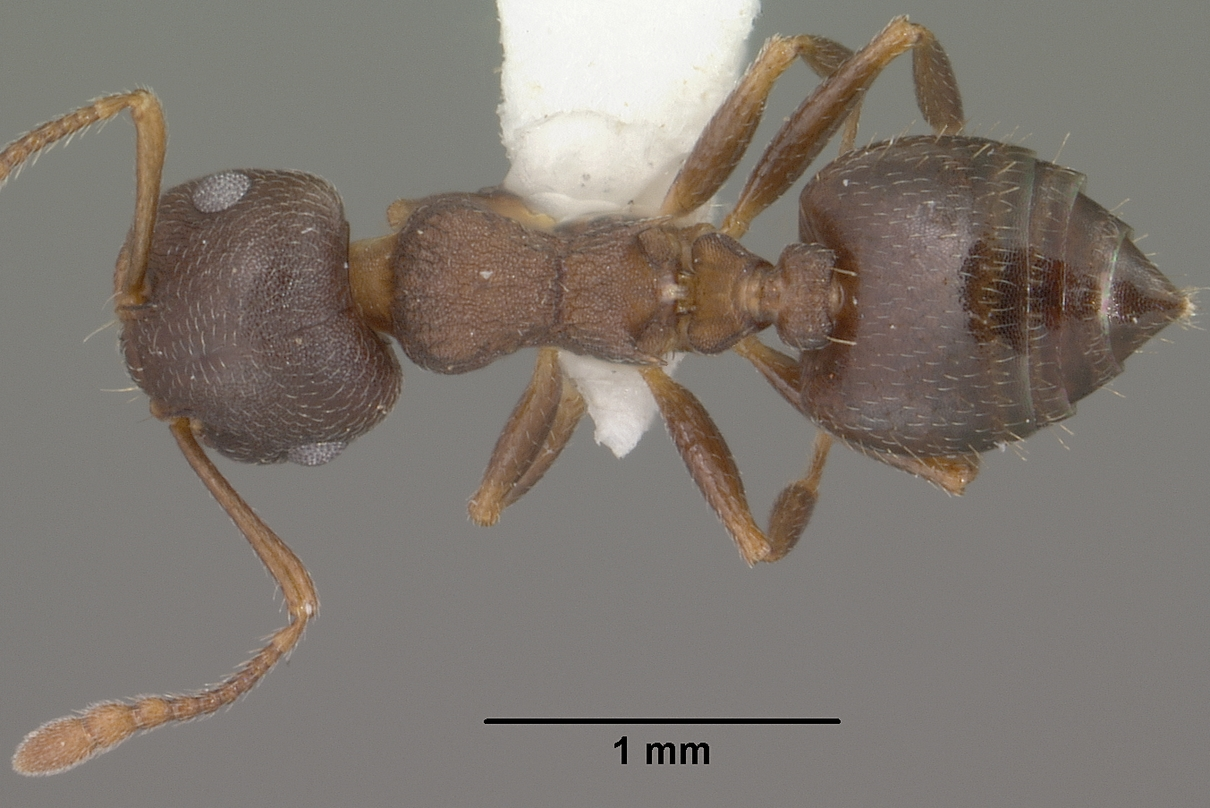
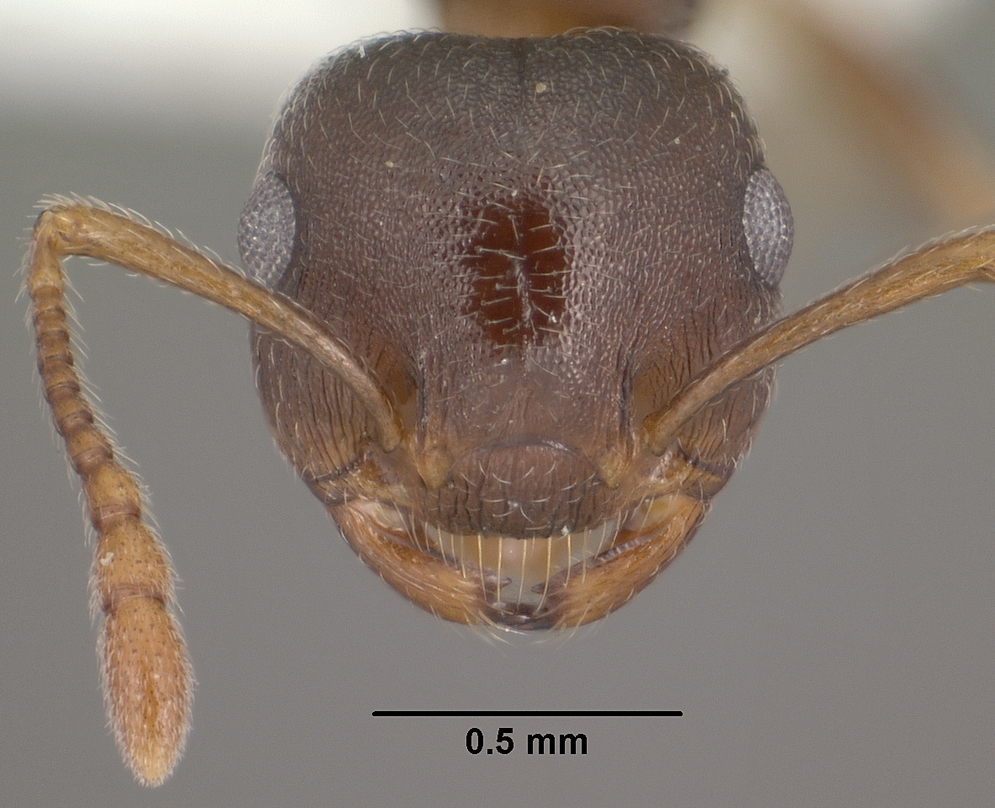
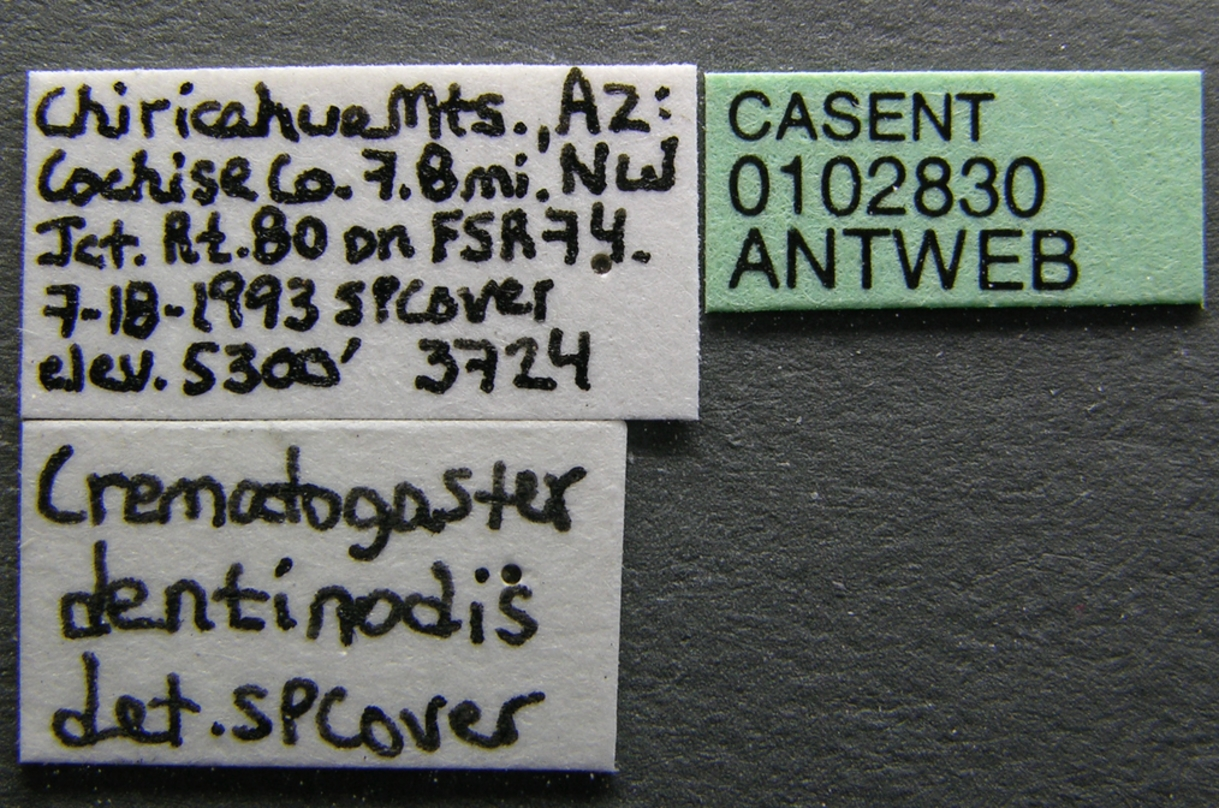
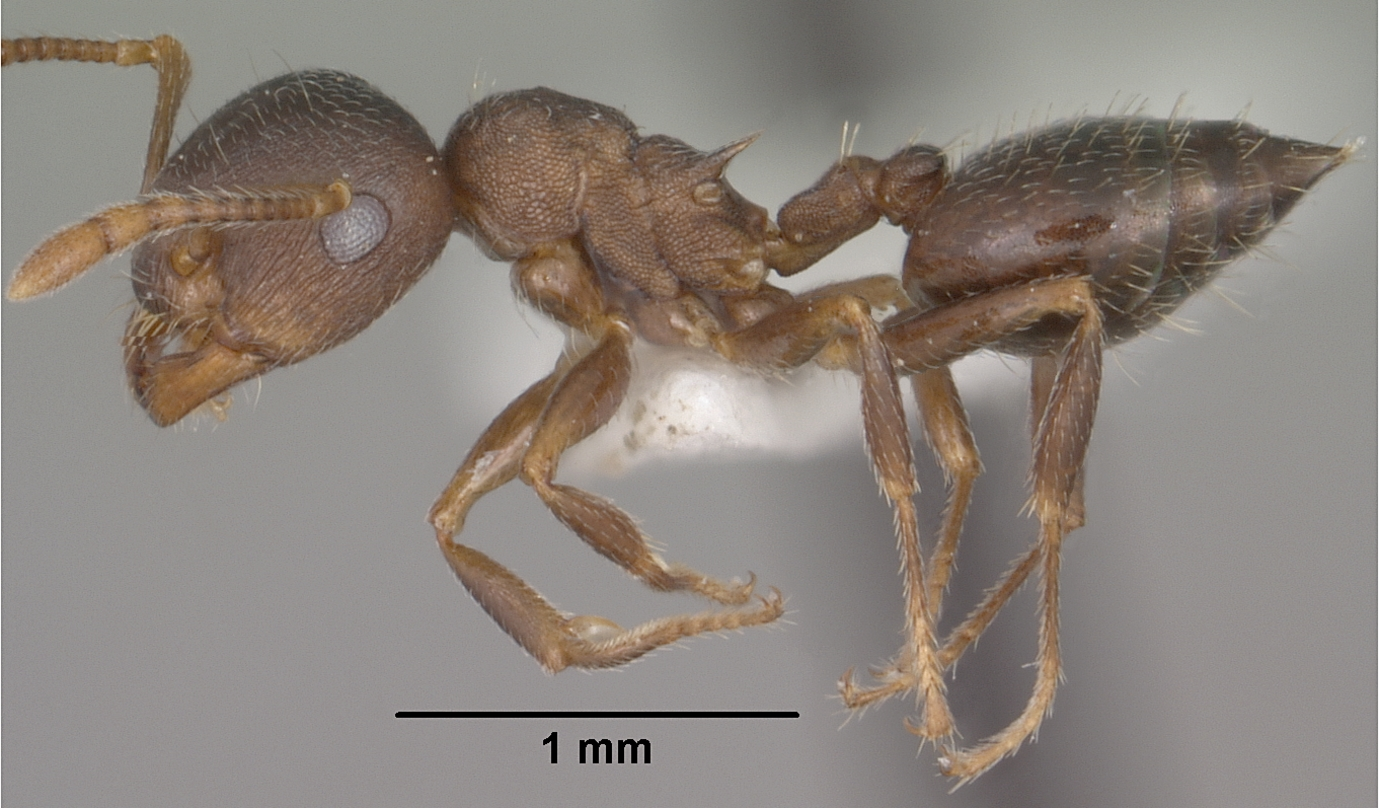